# Isabella d'Aragona (duchessa di Milano)
Isabella d'Aragona (Napoli, 2 ottobre 1470 – Napoli, 11 febbraio 1524) fu duchessa consorte di Milano.
Divenne in seguito duchessa sovrana di Bari (con Palo e Modugno), principessa di Rossano, signora di Ostuni e di Grottaglie.
Secondogenita di Alfonso II, erede al trono di Napoli, e di Ippolita Maria Sforza, parve prendere dal padre il carattere fiero, l'orgoglio per la propria dinastia, l'attitudine al comando; dalla madre apprese l'amore per l'arte e la cultura.

## Biografia
All'età di soli due anni venne promessa in sposa al cugino Gian Galeazzo Sforza (che aveva quattro anni), figlio del duca di Milano Galeazzo Maria Sforza, nell'ottica di una politica mirata da tempo a stringere i rapporti e consolidare l'amicizia tra i due stati. In precedenza infatti era già stato stipulato il matrimonio tra i genitori di Isabella, Alfonso II e Ippolita Maria Sforza e la promessa di matrimonio tra Sforza Maria Sforza ed Eleonora d'Aragona (che, invece, poi sposerà il duca di Ferrara Ercole d'Este). Ferdinando I di Napoli, che combinò il matrimonio di Isabella, concesse anche i territori di Bari, Modugno e Palo del Colle a Sforza Maria Sforza, che così divenne il primo Duca di quelle terre.
Alla morte di Galeazzo Sforza, il giovanissimo Gian Galeazzo divenne duca di Milano, ma rimase sotto la reggenza della madre, Bona di Savoia. I quattro fratelli di Galeazzo (Sforza Maria, Ludovico detto il Moro, Ascanio e Ottaviano) avevano tentato, senza successo, di acquisire la reggenza del Ducato. Degli affari di Stato si occupava il cancelliere Cicco Simonetta. Alla morte di Sforza Maria, Ludovico il Moro era anche divenuto duca di Bari, ma le sue ambizioni riguardavano soprattutto Milano. Riuscì a convincere Bona di Savoia ad allontanare Cicco Simonetta per poter avere mano libera nel governo del Ducato di Milano, dove continuò sempre ad avere il potere effettivo, anche quando Gian Galeazzo ebbe raggiunta l'età sufficiente per poter regnare da solo.

### Duchessa di Milano

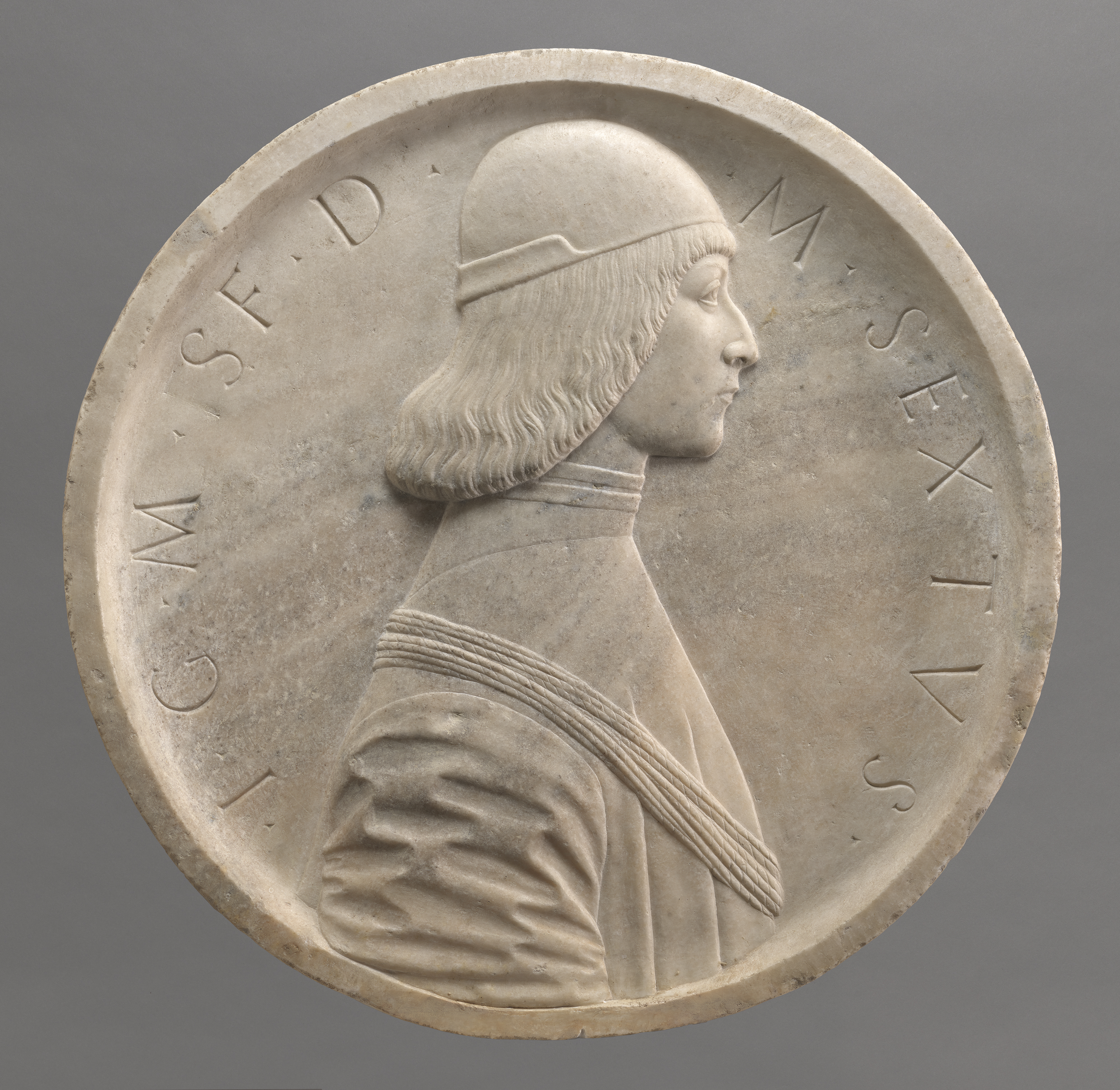
Il consorte Gian Galeazzo Maria

Il matrimonio tra Isabella d'Aragona e Gian Galeazzo Maria Sforza venne celebrato a Napoli nel dicembre 1488. In occasione del suo arrivo a Milano col marito, Bernardo Bellincioni scrisse i versi per una solenne festa di nozze, rappresentata al Castello Sforzesco e realizzata con un'imponente macchina scenica da Leonardo da Vinci (allora ingegnere e artista di corte per Ludovico il Moro). Per la sua magnificenza, fu subito denominata Festa del Paradiso e fu celebrata da tutti i contemporanei con stupore e ammirazione.
La coppia dette scandalo in tutta Italia per via del fatto che per ben tredici mesi Gian Galeazzo si rifiutò di consumare il matrimonio con Isabella. Molte le ipotesi fatte al riguardo: vi fu chi accusò Gian Galeazzo di impotenza, di frigidità, di vergogna, di essere stato addirittura affatturato. Così anche la voce raccolta da Francesco Guicciardini secondo cui Ludovico Sforza, innamoratosi di Isabella, avrebbe reso impotente il nipote tramite malefici, affinché non potesse consumare il matrimonio. Gian Galeazzo da parte sua, adirato con un prete esorcista che gli era stato mandato a sorpresa in camera, assicurò di essere perfettamente in grado di consumare il matrimonio come e quando volesse, senza bisogno di esorcismi.

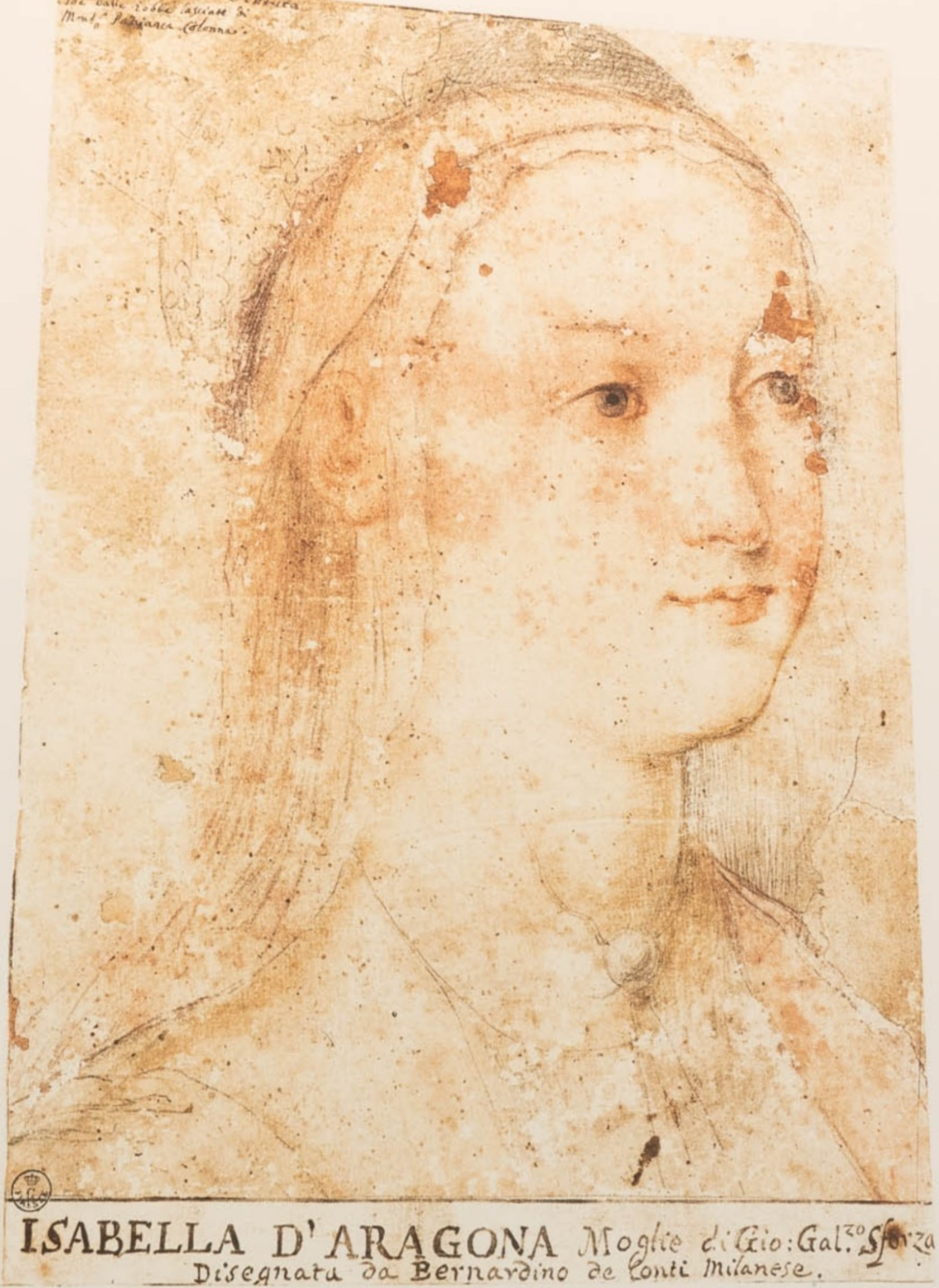
Presunto ritratto di Isabella, ma la scritta che attribuisce soggetto e autore è apografa.

Possibilmente il suo rifiuto derivava in parte da una forma di protesta verso l'obbligatorietà di quel matrimonio, in parte dall'aspetto poco gradevole della moglie. Così conferma l'ambasciatore fiorentino Stefano da Castrocaro: "è paruto a qualchuno che in questo primo aspecto [incontro] el Duca [Gian Galeazzo] abbi facto qualche segno che la Duchessa [Isabella] non li sia molto piaciuta, et stasera da poi che fu scavalcata non l'à voluta a faticha toccare; non so s'el viene da vergogna o pure da altro. Ma parmi vedere che a questo sirà aiutato, acciocché non li abbia a volere troppo bene". Già dopo il primo anno di matrimonio Isabella si definiva «la peggio maritata donna del mondo». Solo nell'aprile 1490, quando ormai i parenti d'Aragona erano pronti a chiedere l'annullamento del matrimonio, Isabella riuscì a convincere infine il marito a consumare e nel giro di pochi giorni si trovò incinta. Ciò non migliorò comunque i sentimenti di Gian Galeazzo nei suoi confronti: anche negli anni a venire egli continuò a ignorarla e talvolta a picchiarla.

### Rivalità con la cugina
A Milano, Isabella trovò una situazione politica nella quale il marito era succube del potere dello zio Ludovico il Moro, che assegnò ai due sposi il castello di Pavia per tenerli lontani dal governo. Il carattere fiero di Isabella le impediva di accettare questa condizione, aggravata dal fatto che la moglie di Ludovico, Beatrice d'Este, era trattata come fosse la vera Duchessa e riceveva i maggiori onori. Quando si trattava, ad esempio, di passare un ponte capace di un solo cavallo alla volta, Beatrice montava avanti a tutti, perfino allo stesso duca Gian Galeazzo. Una volta Isabella fu addirittura picchiata della cugina, sebbene l'ambasciatore Trotti ne avesse parlato al duca Ercole d'Este come di un gioco programmato: le due duchesse giocarono infatti alla lotta e Beatrice buttò a terra la cugina, salendole addosso.
(Robert de La Sizeranne, Béatrice d'Este et sa cour, 1920, p. 93.)

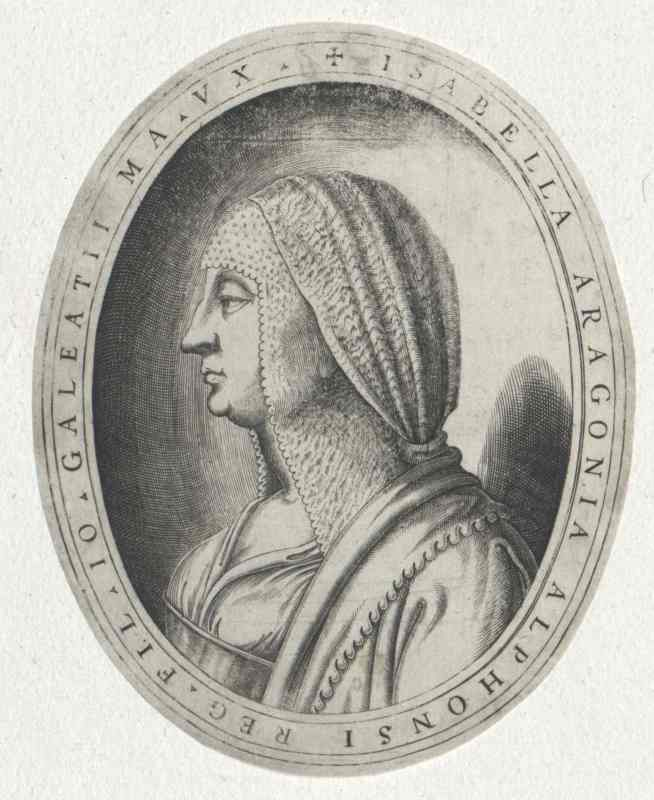
Isabella d'Aragona, Biblioteca Nazionale Austriaca

Solo la mancanza di una discendenza legittima era ciò che ancora impediva a Ludovico di scalzare il nipote dal trono: nel dicembre 1491 egli condusse la moglie a vedere il Tesoro dello Stato, ammontante a ben un milione e mezzo di ducati, e le promise che, se gli avesse dato un figlio maschio, l'avrebbe resa signora e padrona di tutto; viceversa, morendo lui, le sarebbe rimasto ben poco. Effetto fu che, già nel gennaio 1492, Beatrice predisse all'ambasciatore fiorentino che entro un anno lei e il marito sarebbero stati duchi di Milano, e l'ostilità fra lei e la cugina si fece così intensa che nel febbraio Ludovico, forte di alcune voci giunte dalla Francia, accusò re Ferrante di aver spronato Carlo VIII a muovere guerra contro di lui, onde liberare Gian Galeazzo dalla sua tirannia; inoltre rifiutava di incontrare l'oratore napoletano, se non dietro nutritissima scorta armata, sostenendo che fosse mandato dal duca di Calabria per assassinarlo. Intanto s'accresceva l'odio fra le due cugine rivali. Fin dall'aprile del 1492 l'ambasciatore estense Giacomo Trotti scriveva: "Questa duchessa de Milano sta rabiosa et disperata de invidia che ha più che mai verso la nostra duchessa de Barri [Beatrice], la quale ogni die più è amata et acarezzata dal illustrissimo suo consorte".
(Maria Bellonci, Lucrezia Borgia, Edizioni Mondadori, 2019.)
Sempre nell'aprile 1492 Gian Galeazzo fece una pubblica scenata alla moglie, forse anche dietro incoraggiamento dello zio Ludovico, che convocò vari personaggi pubblici e ambasciatori ad assistere: di fronte a tutti Gian Galeazzo dichiarò che non voleva essere governato dalla moglie e che pretendeva che Isabella gli obbedisse e che non osasse cacciare di casa nessuno senza il suo consenso (in primo luogo il cameriere che fu oggetto della lite). Dichiarò di detestare la moglie, la quale "lo rendeva disperato con l’insolenza e la malignità ch’ella chiudeva in corpo" e che perciò andasse dove voleva, o da Ludovico o dal padre, purché si allontanasse da lui. Pur di restare col marito e di non dare così soddisfazioni al Moro e a Beatrice, Isabella promise di non intromettersi più nelle faccende private del marito, sebbene dicesse di sentirsi "morire a poco a poco, et veramente la pare uno corpo chavato de la sepoltura et è più che meza morta". Inoltre confessava di voler morire, poiché non era riuscita a ottenere gli stessi diritti della cugina Beatrice.
Sul finire del 1492 scoppiò uno scandalo per cui Isabella tentò di propinare del veleno a tal Rozone, favorito e amante di Gian Galeazzo, nonché a Galeazzo Sanseverino, genero amatissimo e capitano generale del Moro. Non si conosce il perché, ma fu forse per gelosia nei confronti del marito. Ludovico fece subito istituire un processo, sebbene l'ambasciatore napoletano lo pregasse di lasciar passare la cosa sotto silenzio, per riguardo al re di Napoli e al duca di Calabria. Isabella, dal canto suo, non negò mai il tentato duplice omicidio, anzi si dichiarò dispiaciuta unicamente dal fatto che il proprio intento non fosse andato a buon fine e rinfacciò a Ludovico che molte donne avevano fatto peggio di lei, alludendo alla di lui madre Bianca Maria Visconti, la quale aveva fatto uccidere un'amante del marito. Secondo il Trotti, ella diceva "cose pazze e indiavolate; ma era più morta che viva per l'affanno". Infatti Gian Galeazzo, piuttosto che aiutarla, l'abbandonava adirato. Alla fine Isabella, affranta e sfinita, supplicò che si chiudesse il processo. Il Moro acconsentì, non senza aver prima letto l'esame dei rei e aver concluso che tutti, ed egli per primo, avrebbero dovuto d'ora in avanti guardarsi dai veleni della duchessa. Re Ferrante, informato sulla questione, rispose ch'era impossibile che Isabella avesse tentato di avvelenare Galeazzo Sanseverino, il quale era "amato da loro come figlio e sempre dimostratosi buon servitore e parente"; quanto a Rozone, giustificava il comportamento della nipote, dicendo anzi di meravigliarsi che "per disperatione" non avesse fatto peggio.
Ludovico odiava, ricambiato, Isabella: la giudicava altera, maligna, invidiosa e ingrata; soprattutto temeva una qualche ritorsione verso l'adorata Beatrice, dal momento che, proprio quando Isabella aveva tentato di avvelenare Galeazzo Sanseverino, Beatrice, incinta, era caduta gravemente ammalata. 

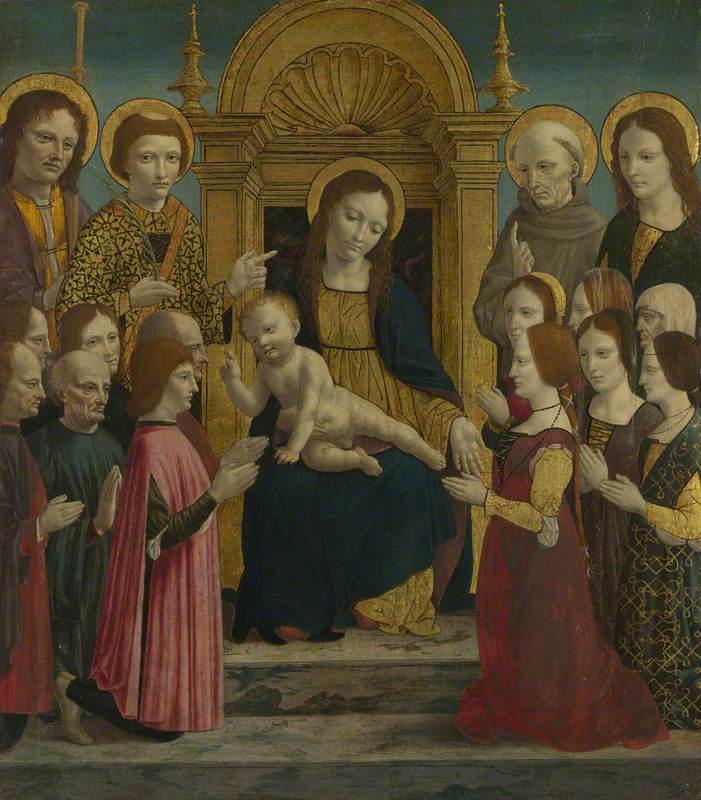
Maestro della Pala Sforzesca: La Vergine e il Bambino con santi e donatori, fine XV secolo

Egli si lamentava infatti con l'ambasciatore Giacomo Trotti "de la soa mala natura et de la soa mala voluntate et del grandissimo odio che la portava a lui et a la duchessa de Bari, et che la non poteva vedere ni l'uno ni l'altra et che la era in superlativo invida et maligna et che a fare ogni male li pareva pocho". Sosteneva che fra coloro che "lo voriano vedere morto" la prima fosse Isabella, la quale credeva di poter governare quand'egli non vi fosse stato, ma che l'intento non le sarebbe riuscito, perché né Gian Galeazzo né altri glielo avrebbero permesso, e che anche quando lui fosse morto, il governo sarebbe passato al nipote o ad altri del suo sangue, ma che non avrebbe mai permesso che gli Aragona governassero a Milano, e che avrebbe predisposto le cose per maniera tale che, anche dopo che fosse morto, per molti anni Milano si sarebbe continuata a governare secondo il suo volere, affinché ella non avesse questa soddisfazione.
Isabella si comportava "tanto male" ch'egli non sapeva quale uomo al mondo avrebbe mai potuto sopportarla, "et disse che li modi suoi, per dirli in summario, sono pieni de superbia, de crudelità, de invidia et de maldicentia, per modo che non solo non sa vivere cum sé, ma né col marito, né cum li servitori proprj, tanto è strania e crudele cum tuti, et in specie pare che non la pensi ad altro che ad fargli despecto". Non solo contraeva continuamente debiti, che Ludovico doveva pagare, ma egli non poteva farle nulla che le fosse gradito tanto da guadagnarsi la sua amicizia; anzi, Isabella gli aveva pure detto che ella avrebbe trionfato quando lui fosse stato morto, e coi suoi modi aveva lasciato pensare che non desiderasse nulla più di questo. Ludovico dubitava che Giobbe avesse mai avuto la pazienza che aveva lui, "repetendo che ella è ben tractata" e che il suo pessimo comportamento fosse da attribuire o "alla mala natura sua" oppure alla convinzione che avrebbe governato lei quando Ludovico fosse morto.

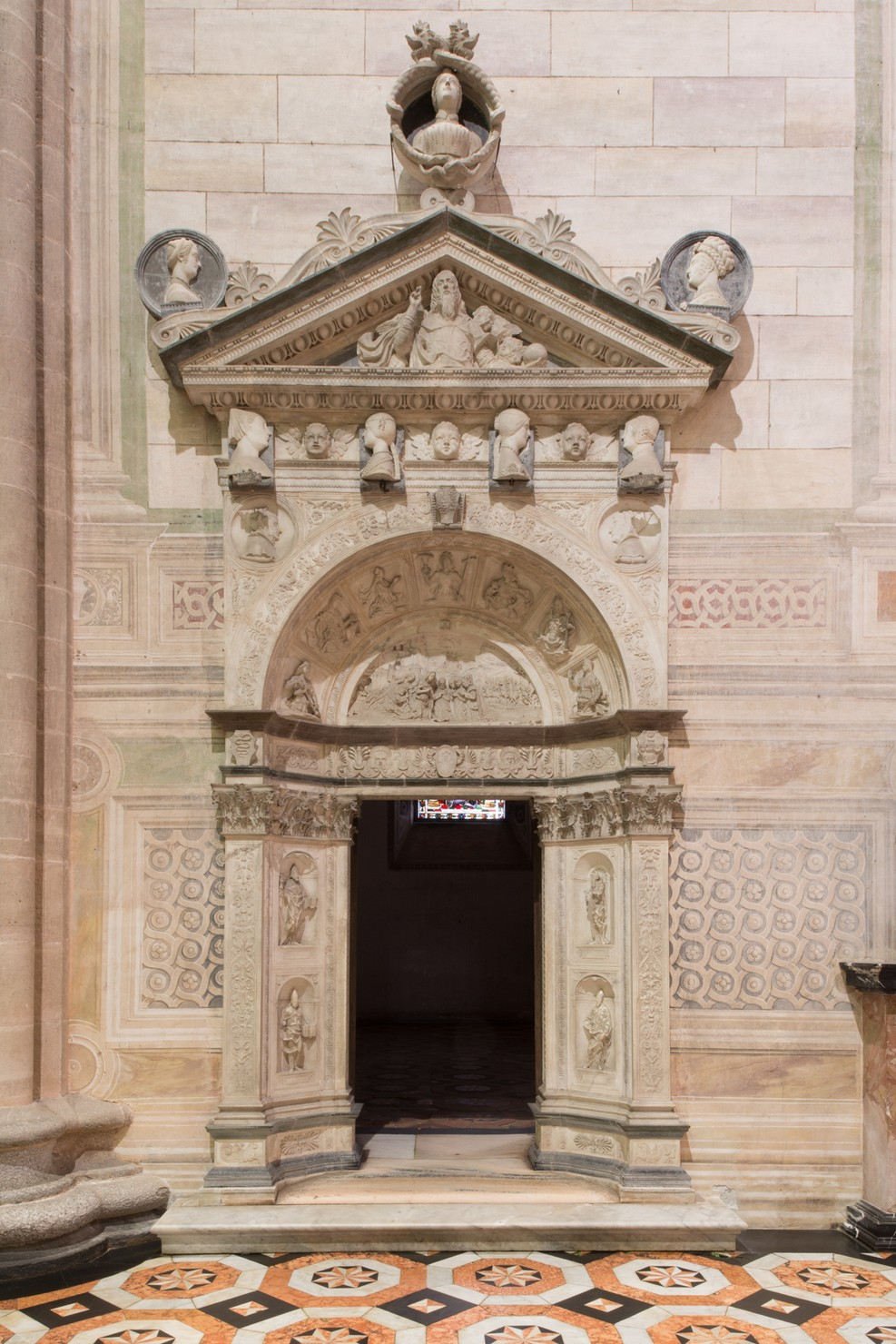
Busti delle duchesse di Milano nel Portale della stanza del lavabo, Certosa di Pavia, fine XV secolo. L'effigie di Isabella d'Aragona è la seconda al centro sulla destra, speculare a quella della suocera Bona di Savoia, mentre sul lato sinistro si trovano quelle di Beatrice d'Este e Bianca Maria Visconti

Queste e simili cose Ludovico diceva anche in presenza dello stesso nipote Gian Galeazzo, assicurandogli che egli governava il suo Stato al costo di grandi fatiche e privazioni e meglio di quanto meritasse, perché non ne riceveva né riconoscimento né gratitudine alcuna. Gian Galeazzo, del resto non stimando la moglie, non lo contraddiceva in nulla. L'ambasciatore Trotti consolava il giovane duca col dirgli che lo zio Ludovico era portato a pronunciare questi giudizi per via dell'amore che gli portava, poiché, quando anche fosse riuscita a giungere al governo, Isabella non avrebbe operato per il suo bene come invece faceva lui; Ludovico, dal canto suo, giurava "su l'anima et fede sua" di volere bene a Gian Galeazzo come se gli fosse stato figlio.

### Lettera al padre e conflitto tra Ducato di Milano e Regno di Napoli
(Bernardino Corio, in Historia di Milano)
La situazione si aggravò nel 1493, quando Beatrice partorì il primo figlio maschio, Ercole Massimiliano, e persuase il marito a nominarlo conte di Pavia, titolo spettante esclusivamente all'erede al ducato. Isabella, capendo le intenzioni dei coniugi, scrisse al padre Alfonso un'accorata richiesta di aiuto, ma la ferma reazione di Alfonso, prontissimo a correre in soccorso della figlia, fu frenata dalla prudenza del nonno Ferrante, il quale ripudiò la guerra dichiarando ufficialmente: "se la mogliera del Duca de Milano me è nepota, ne è anco nepota la mogliera del Duca de Bari". Egli, del resto, era stato affettivamente molto legato a Beatrice, che fino al 1485 aveva cresciuto come una figlia; dichiarava di amare entrambe le nipoti alla stessa maniera e le invitava alla prudenza, cosicché la situazione rimase stabile sino a che il re fu in vita.
Una porzione della lettera che Isabella, in latino e per mezzo di segretario, scrisse al padre è conservata nella Storia di Milano di Bernardino Corio:
(Lettera di Isabella d'Aragona ad Alfonso suo padre, s.d.)

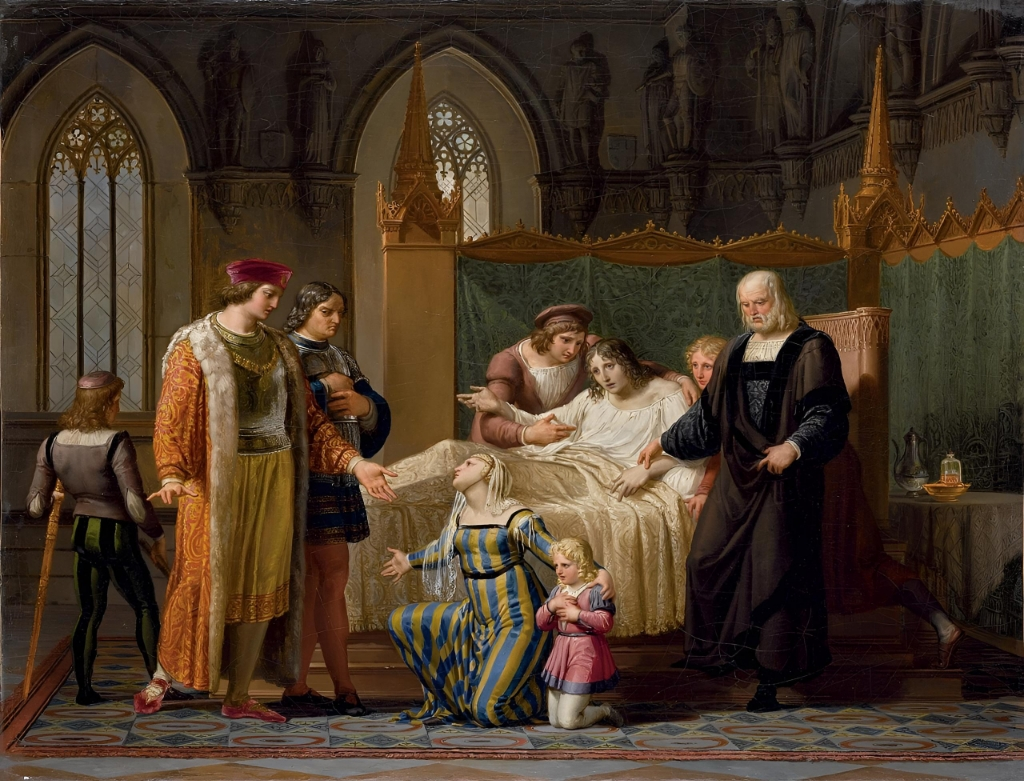
L'incontro di Carlo VIII e Gian Galeazzo Sforza a Pavia nel 1494, Pelagio Palagi. Davanti al letto del marito morente, la duchessa IsabeL'incontro di Carlo VIII e Gian Galeazzo Sforza a Pavia nel 1494, Pelagio Pelagi.jpeglla supplica in ginocchio il sovrano Carlo VIII di non voler proseguire la guerra contro Alfonso suo padre e gli affida il figlioletto Francesco. Accanto al re, con viso losco, sta il duca Ludovico, presunto responsabile dell'avvelenamento.

In previsione della guerra, Ludovico si alleò con l'imperatore Massimiliano I d'Asburgo e col re di Francia Carlo VIII, che incitò a scendere in Italia alla conquista del regno di Napoli, il quale Carlo riteneva suo possesso legittimo in quanto sottratto dagli Aragona agli Angiò, mentre inviava la moglie Beatrice quale sua ambasciatrice a Venezia, onde comunicare alla Signoria, per tramite di lei, le sue pratiche segrete con l'imperatore Massimiliano per l'ottenimento dell'investitura al ducato di Milano, nonché la notizia segretissima appena comunicatagli che Carlo VIII, firmata la pace con l'imperatore, era risoluto a compiere la sua impresa contro il regno di Napoli. Nonostante la Signoria non avesse alcuna intenzione di concedergli il proprio appoggio e si fosse limitata a vaghe rassicurazioni, Ludovico, fierissimo dei successi della moglie, mentre si trovava in territorio ferrarese disse di voler far bestemmiare Isabella col mostrarle le lettere in cui erano descritti, poi terrorizzò un servitore napoletano, Franceschino, invitandolo, quando fosse tornato nel regno, a comunicare agli Aragona che "questo stato non ha ad essere di niuno se non de mey fioli, quali sopradicte parole disse tanto forte et cusì in collera ch'el dicto Franceschino tremava quasi".
Il 2 dicembre 1493 Ludovico scoprì dalla confessione di messer Boccalino Guzzoni da Osmo - condottiero napoletano al suo servizio, ma assai vicino al duca di Calabria - che proprio quando, nel maggio-giugno, egli e la moglie erano assenti dal ducato, Isabella aveva congiurato con detto Boccalino per togliergli lo Stato e il castello "per forma ch'el restasse una bestia", e che era intenzionata a fare contro lui e contro Beatrice e i suoi figli ogni sorta di male. Boccalino, che già godeva di pessima fama ed era reputato un criminale, fu imprigionato e torturato per sette mesi, infine impiccato come traditore nel giugno dell'anno successivo, "justamente, como havia meritato la sua scelerata vita". Ludovico raccomandò per l'ennesima volta all'ambasciatore Trotti di guardarsi dai veleni di Isabella, la quale era in quel periodo più ostile che mai, tanto che persino l'ambasciatore napoletano andò a farle un rimprovero.

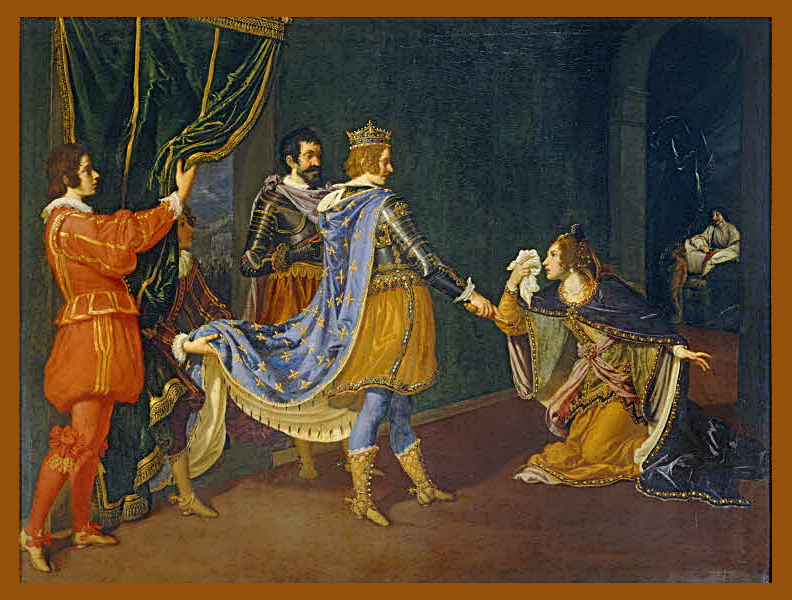
Giovanni Bilivert (attribuito a), Firenze, 1576 - 1644.- Isabella d'Aragona implora Carlo VIII a nome di suo padre

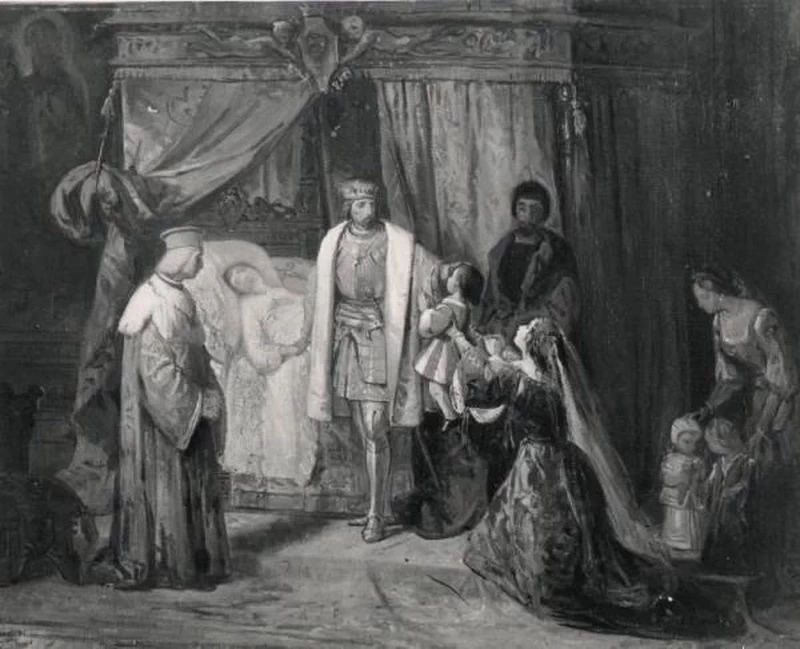
Carlo VIII visita il morente Gian Galeazzo Sforza, Cherubino Cornienti, 1857. La moglie Isabella d'Aragona, inginocchiata ai piedi del re, offre il fanciullo Francesco. Sulla sinistra lo zio Ludovico Sforza, presunto avvelenatore, assiste in silenzio. Musei civici di Pavia.

Quando, il 25 gennaio 1494, morì re Ferrante, Alfonso II, salito al trono, dichiarò subito guerra al Moro. Da ciò derivò la reazione di Ludovico che, per rispondere alle minacce di Alfonso che aveva occupato la città di Bari, lasciò mano libera al monarca francese di scendere in Italia. Carlo VIII, dopo aver incontrato Ludovico e Beatrice ad Asti, venne a Pavia, dove volle visitare Gian Galeazzo Sforza moribondo in letto. La moglie Isabella dapprima rifiutò con assoluto rigore d'incontrare il re, minacciando il suicidio con un coltello di fronte agli allibiti Ludovico Sforza e Galeazzo Sanseverino, nel caso in cui l'avessero voluta costringere, dicendo: "prima mi amazerò mi medesima, che mai vadi a la sua presentia de chi va a la ruina dil Re mio padre!"; in un secondo momento si recò di sua spontanea volontà nella camera del marito, si gettò in ginocchio ai piedi di re Carlo e, mostrandogli il figliolo Francesco, lo scongiurò di proteggere la sua famiglia dalle mire di Ludovico Sforza e di rinunciare alla conquista del regno di suo padre, il tutto alla presenza dello stesso Ludovico. Il re si commosse per quella scena, e promise di proteggerne il figlio, ma rispose che non avrebbe potuto interrompere una guerra ormai incominciata.
(L' ambitioso politico infelice, Giacomo Monti, 1653.)

### La vedovanza

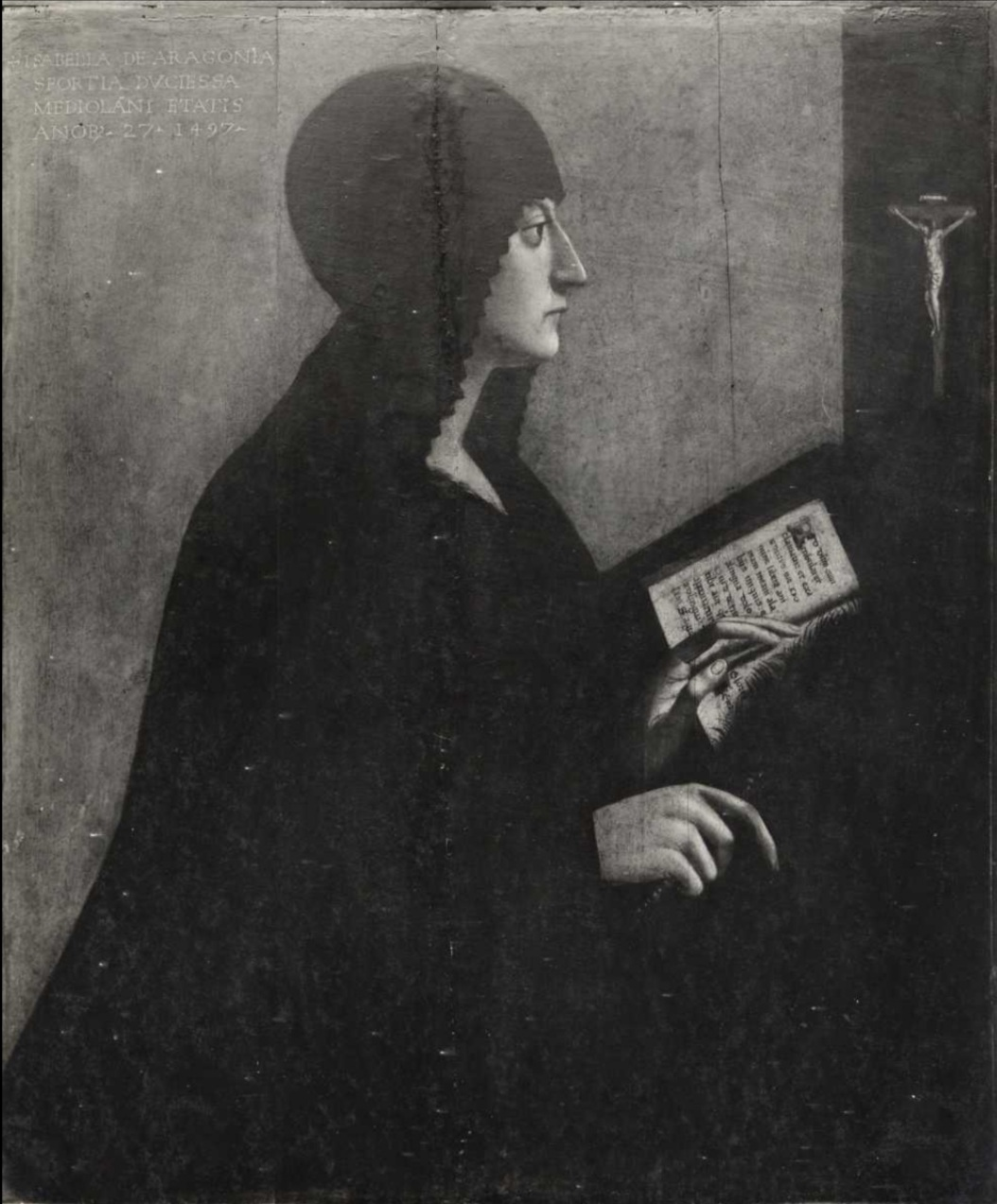
Anonimo lombardo - sec. XV/ XVI - Ritratto di Isabella d'Aragona da vedova. Secondo la scritta, probabilmente apografa, nell'angolo a sinistra: a 27 anni nel 1497

Un mese dopo questo incontro, il 22 ottobre, morì Gian Galeazzo nel castello di Pavia all'età di 25 anni; si disse avvelenato dallo zio, il quale quel giorno stesso venne eletto duca di Milano. Isabella, che era incinta da circa quattro mesi, si chiuse in un lutto profondo, e per volontà della cugina e dello zio venne trasferita con i figli nel castello di Milano. Qui partorì, il 1º marzo, una figlia postuma, che morì non avendo ancora compiuto due anni.
(Bernardino Corio, Historia di Milano.)

Poco dopo, il 2 gennaio 1497, morì anche sua cugina Beatrice. Ludovico, in preda alla disperazione, non sopportò più di avere Isabella in castello, poiché, abitando ella nelle camere sopra le sue, ogni suo minimo passo gli raddoppiava il dolore, e nell'aprile la fece trasferire nella Corte Vecchia, ossia in palazzo dell'Arengo vicino al Duomo, con le due figlie, togliendole però la custodia del piccolo Francesco, erede legittimo del ducato, con molto dolore di Isabella, la quale ottenne però il consenso di vedere il figlio una volta a settimana. Ma, nel 1498, Francesco venne di nuovo allontanato dalla madre da Ludovico, quando questi seppe che, durante una passeggiata a cavallo per Milano, Francesco era stato acclamato come duca.

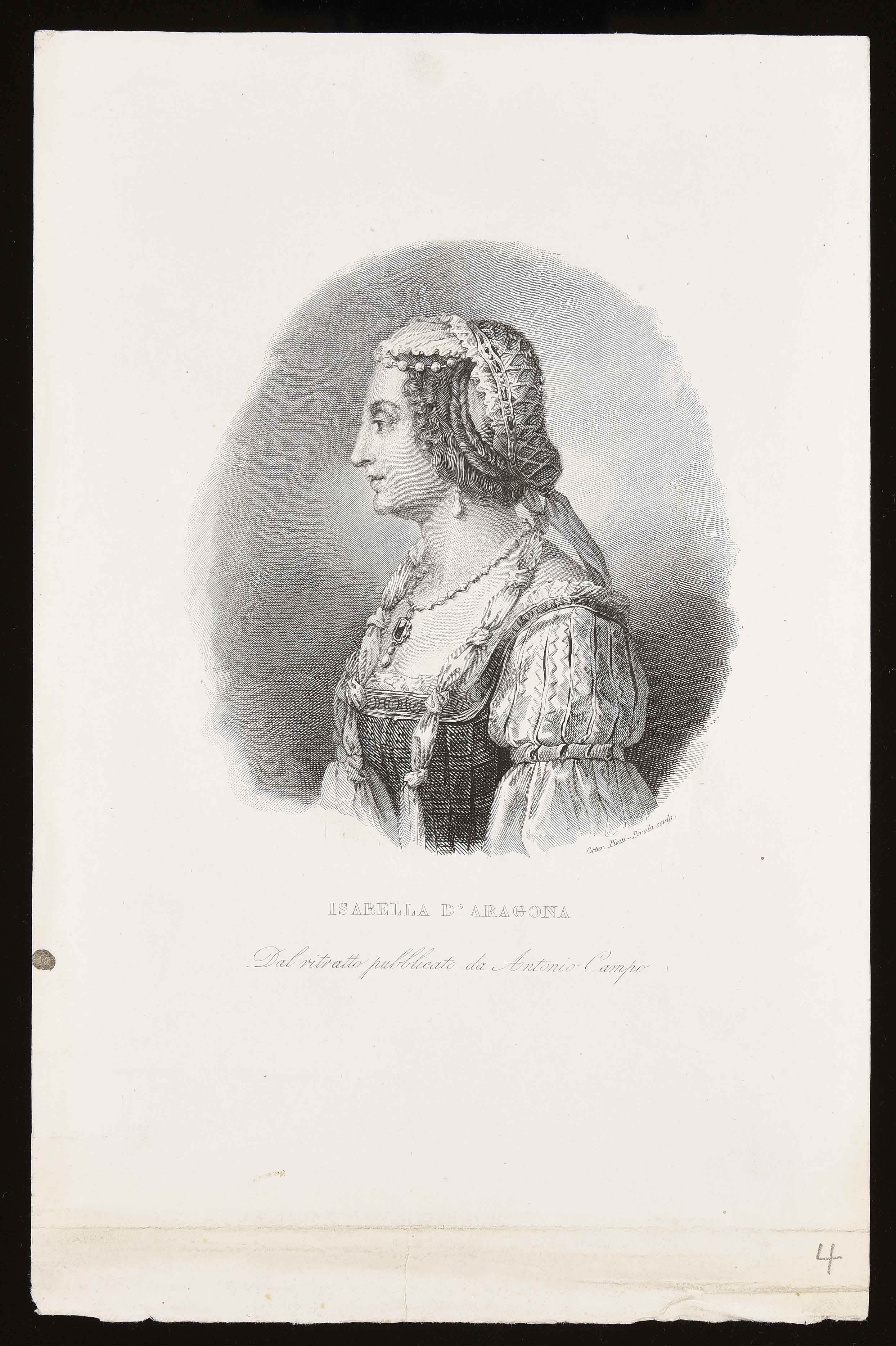
Calcografia in Iconografia italiana degli uomini e delle donne celebri: dall'epoca del risorgimento delle scienze e delle arti fino ai nostri giorni, Milano, Antonio Locatelli, 1837.

Ludovico aveva disposto che al primogenito Massimiliano Sforza andasse il Ducato di Milano, mentre al secondogenito Francesco intestò i territori nell'Italia Meridionale (Ducato di Bari, Modugno e Palo del Colle, e le città calabre di Rossano, Borello e Longobucco) conservando per sé l'usufrutto. Alla notizia dell'imminente calata in Italia dell'esercito di Luigi XII di Francia, Ludovico il Moro, prima di fuggire dall'imperatore Massimiliano d'Austria, volle impedire che in sua assenza venisse eletto duca il figlio di Isabella d'Aragona, Francesco, cercando di portarlo con sé in Germania. Data l'opposizione di Isabella e della popolazione milanese, adottò un altro stratagemma: concesse ad Isabella i feudi in Puglia e in Calabria, a patto che vi si recasse di persona (successivamente, avrebbe potuto far dichiarare non valida tale concessione perché il Moro era usufruttuario di quei territori, mentre il duca risultava essere suo figlio).
Isabella, mentre mostrava di voler accettare le condizioni, temporeggiava in attesa di Luigi XII, nella speranza che questi facesse eleggere duca suo figlio. Dopo la partenza di Ludovico, ella accusò l'astrologo e archiatra Ambrogio da Rosate di aver avvelenato tramite uno sciroppo, con l'aiuto di uno speziale, suo marito Gian Galeazzo dietro ordine del Moro, dichiarando che l'astrologo aveva confessato l'omicidio e che ella era intenzionata a istituire un processo, ma che aspettava la venuta del re di Francia per notificargli il tutto. In queste dichiarazioni influì però di certo il risentimento personale di Isabella e il suo desiderio di vendetta: tra gli informatori compare lo stesso Rozzone, amante di Gian Galeazzo, che ella stessa aveva tentato di avvelenare.

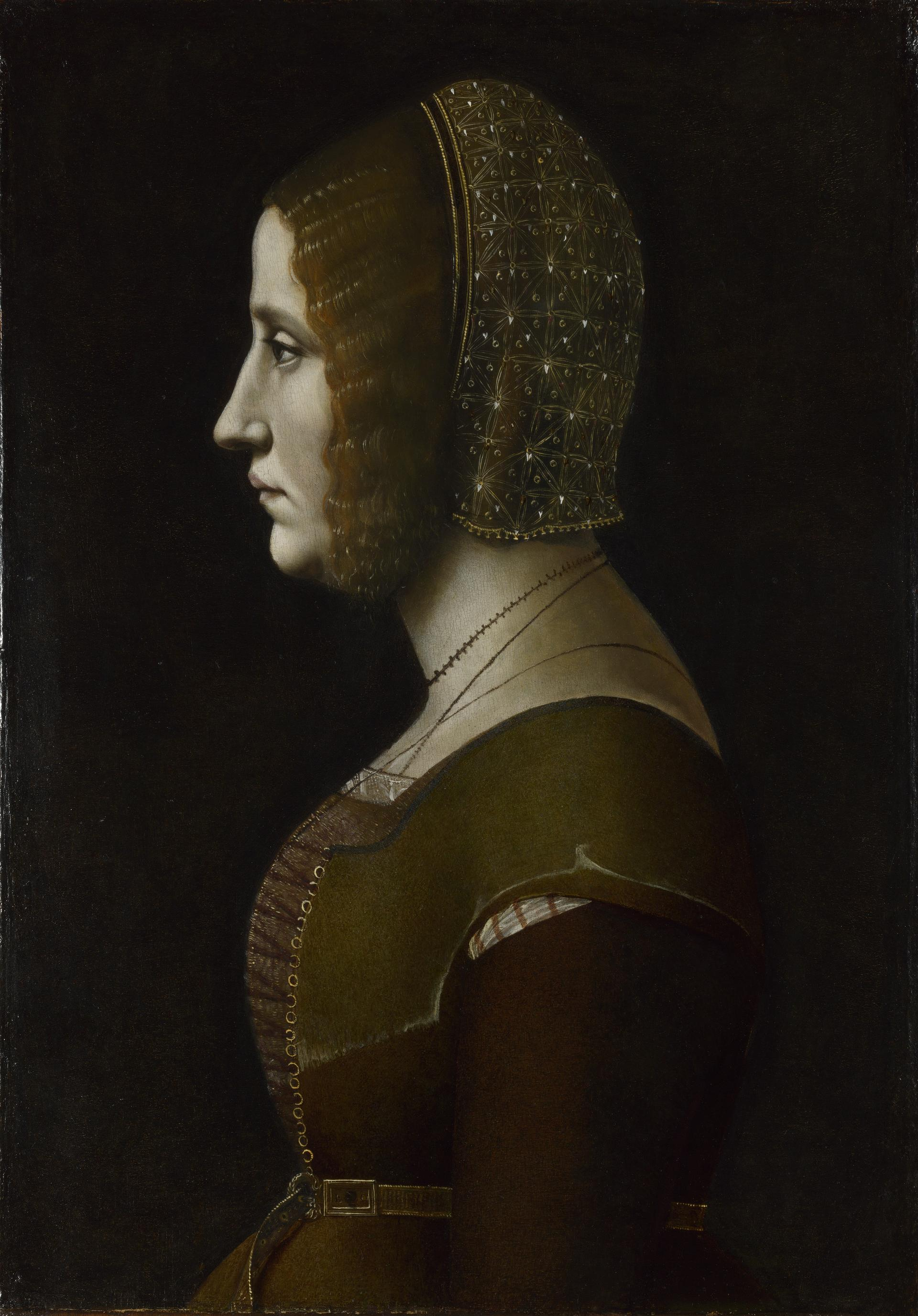
Opera di Giovanni Ambrogio de Predis, 1495-1499 ca., Londra, National Gallery

Quando Luigi XII arrivò a Pavia, Isabella gli andò incontro proponendogli ingenuamente suo figlio Francesco come duca di Milano. Luigi XII, dicendo di volerlo dare in sposa alla propria figlia, lo mandò in Francia, dove lo fece rinchiudere in un'abbazia. La perdita del figlio e la notizia dell'imminente ritorno del Moro col proprio esercito, convinsero Isabella a tornare, dopo 11 anni di assenza, a Napoli. Durante il viaggio, a Ischia, le morì nel 1501 l'altra figlia Ippolita. Da Napoli cercò di contattare l'imperatore Massimiliano d'Austria per cercare di far tornare il proprio figlio, ma senza successo. Dalla sua fuga da Milano, iniziò a firmare le sue lettere definendosi "unica nella disgrazia" con riferimento alla perdita del Ducato, alla morte dei suoi figli, di suo marito e di molte persone a lei care. Smise di firmarsi in quel modo solo dopo il matrimonio di Bona Sforza, unica figlia superstite.
Ad Isabella non rimase altro che occuparsi del suo Ducato di Bari, che l'allora re di Napoli Federico le concesse ufficialmente con un documento datato 10 aprile 1500, ma in realtà compilato il 25 luglio 1501, quando il monarca era già stato spodestato da Luigi XII. Questi aveva proseguito nella sua conquista fin nel sud, favorito anche dall'alleanza con Ferdinando il Cattolico intervenuto contro gli Aragonesi italiani, suoi parenti.

### Il governo del ducato di Bari (1501-1524)
La posizione di Isabella d'Aragona quale duchessa di Bari, Modugno e Palo del Colle era del tutto precaria: la donazione del Moro era illegale in quanto il duca di Bari risultava essere il figlio di Ludovico, Francesco Sforza; la conferma della donazione era stata fatta dal re Federico quando era già stato spodestato apponendo una data precedente; inoltre, i nuovi padroni del Sud Italia erano nemici della sua famiglia. Questa situazione causerà problemi alla figlia Bona in quanto le venne contestata la legittimità del possesso del Ducato (ma, per concessione di Carlo V, riuscì a mantenerne il possesso sino alla morte).

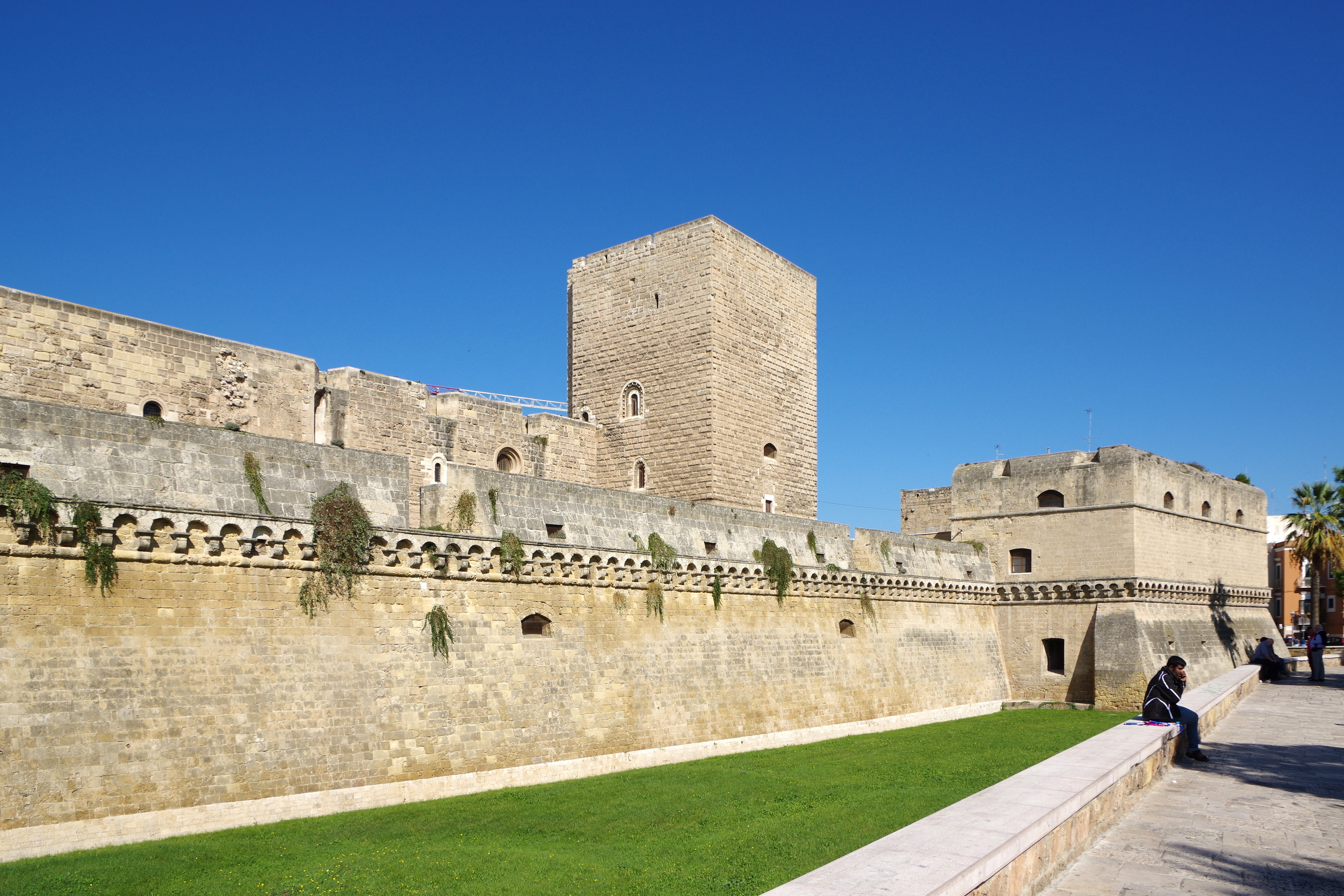
Il castello di Bari, residenza di Isabella

Ad Isabella non rimase altro che vincere il suo carattere fiero e orgoglioso e fare atto di sottomissione agli spagnoli che le concessero il permesso di prendere possesso del Ducato e degli altri territori in Calabria: Isabella arrivò a Bari nel settembre 1501, con sua figlia Bona e si stabilì nel Castello Normanno-Svevo di Bari che fece modificare per adeguarlo a contrastare le armi da fuoco, con le più moderne tecniche di difesa. Il Ducato e i territori di Calabria le vennero confermati da Ferdinando il Cattolico quando si schierò dalla parte degli spagnoli, durante il conflitto che li vide opporsi ai francesi per il possesso dell'Italia Meridionale.
(Vito Masellis, in Storia di Bari, Edizione Italiana, Bari, Edizione Italiana, 1965)
Isabella d'Aragona introdusse, nell'amministrazione del suo piccolo ducato, lo spirito di rinnovamento e la capacità di investire in opere pubbliche, caratteristiche del Ducato di Milano. Col suo governo, autoritario ma illuminato, incrementò la prosperità del suo Ducato. Cercò di incrementare il commercio allargando i privilegi concessi ai Milanesi, ma anche ai commercianti provenienti da altre città.

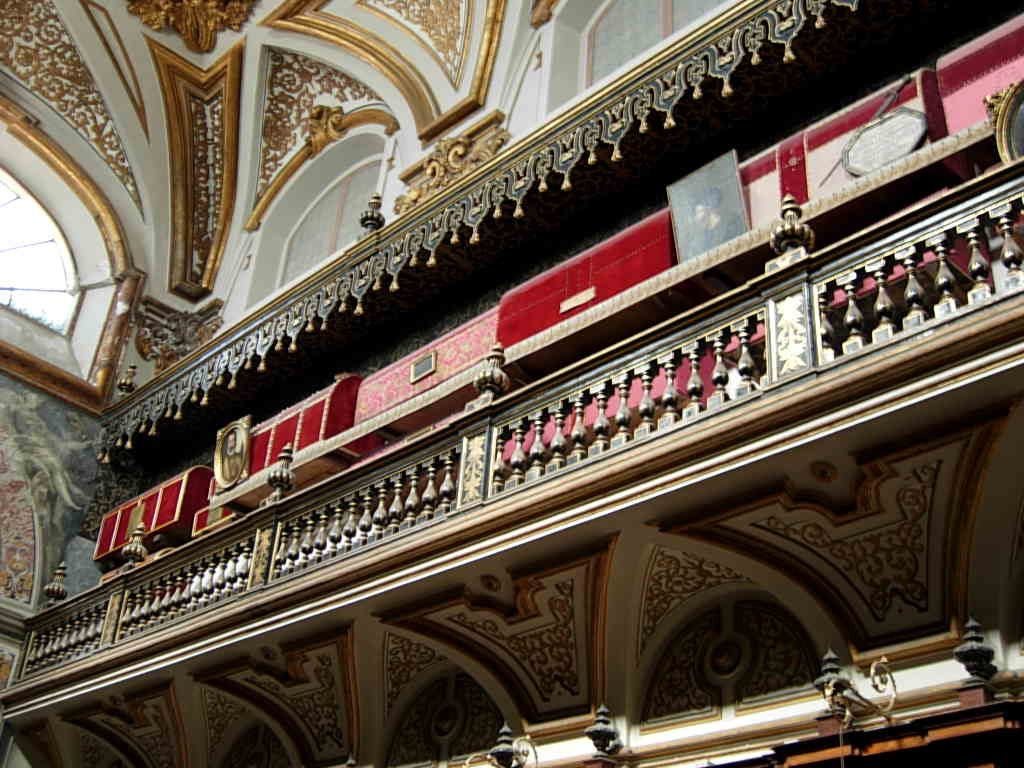
Chiesa di San Domenico Maggiore di Napoli: sepoltura di Isabella

Attuò diverse iniziative a favore del suo popolo: sorvegliò i pubblici ufficiali in modo che non commettessero soprusi sulla popolazione; difese il privilegio di accedere alle saline del Regno di Napoli; difese i cittadini del Ducato nei contenziosi con le città vicine; esentò i contadini dal pagamento dei dazi sulla macinazione delle olive. Favorì la pubblica istruzione ottenendo che ogni convento affidasse a due frati il compito di insegnare alla popolazione; concesse agevolazioni agli insegnanti come l'aumento di stipendio, l'esenzione dalle franchigie e l'alloggio gratuito.
Amò circondarsi di artisti e letterati; chiamò a corte lo scrittore modugnese Amedeo Cornale. In questo periodo venne stampato il primo libro a Bari. Tra le opere pubbliche create a Bari da Isabella d'Aragona si ricordano il rifacimento del molo, la ristrutturazione del castello (le successive modifiche hanno sostituito gli elementi introdotti dalla duchessa) e il progetto di circondare la città con un canale per migliorarne la difesa.
Viene rimproverata ad Isabella la sua politica fiscale oppressiva, promossa dal suo ministro Giosuè De Ruggiero (il quale, dopo la morte della duchessa, venne cacciato) che, con i suoi guadagni, riuscì a comprarsi nel 1511 il feudo di Binetto. L'asprezza fiscale venne incrementata in occasione del matrimonio della figlia Bona Sforza con il re Sigismondo I di Polonia.

### Matrimonio di Bona Sforza e ultimi anni di Isabella

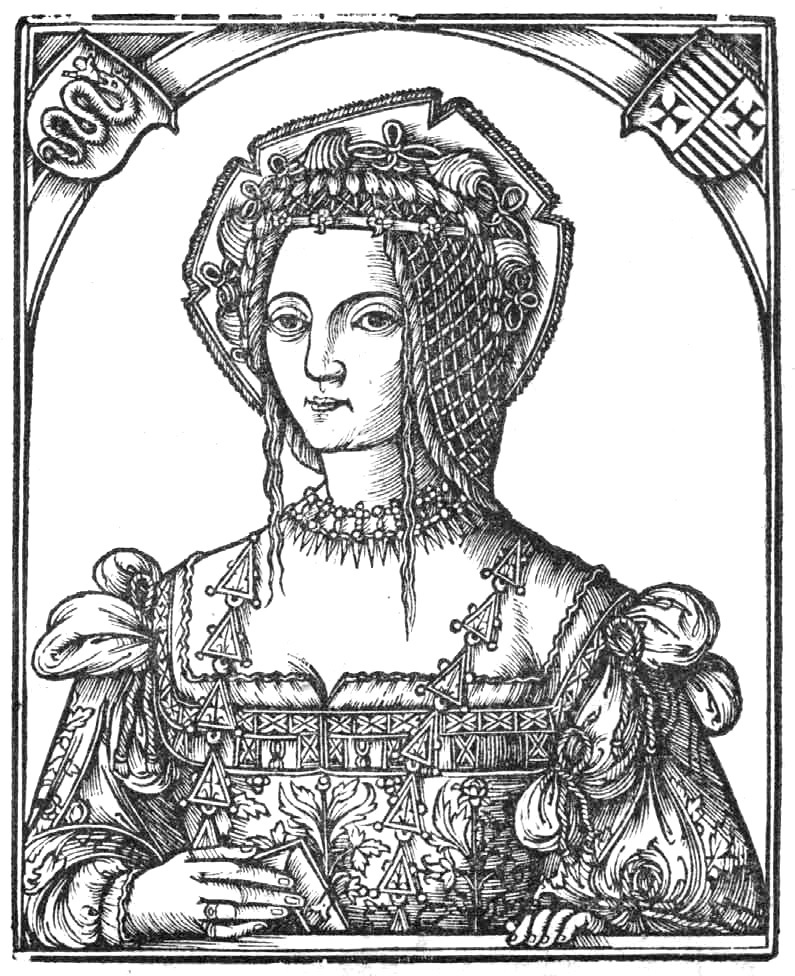
Bona Sforza, figlia di Isabella

Con la perdita dei figli (le era rimasta solo Bona), Isabella d'Aragona vedeva affievolirsi le speranze di riacquisire il Ducato di Milano. Isabella tentò di concedere la figlia in sposa a Massimiliano Sforza, primogenito di Ludovico il Moro che nel 1513 era diventato duca di Milano approfittando della situazione di caos durante il conflitto tra francesi e spagnoli che si combatté soprattutto in Nord Italia. Nel 1515, però, il nuovo re di Francia Francesco I ritornò in possesso del Ducato.
A quel punto, dopo diversi contatti, ci si orientò verso l'attempato re di Polonia, Sigismondo Iagellone. Bona portò in dote il Ducato di Bari (che avrebbe ricevuto alla morte di Isabella) e 500 000 ducati. Per la dote e per le spese del matrimonio vennero imposte nuove tasse nel ducato.
Il matrimonio venne celebrato a Napoli, il 6 dicembre 1517, con grande sfarzo e lusso e le celebrazioni durarono dieci giorni, anche per evidenziare la grandezza della discendenza reale di Bona. Il 3 febbraio 1518 la giovane donna partì verso la Polonia.
In diverse occasioni Isabella si propose di raggiungere la figlia in Polonia, ma dovette sempre rinunciare. Nell'ottobre del 1519, in occasione della nascita del primogenito di Bona, si mise in viaggio ma, in Polonia scoppiò una guerra e dovette cambiare destinazione e si diresse a Roma dove fu accolta da Papa Leone X.
Ammalatasi di idropisia, nel 1523 si trasferì nel Ducato di Bari per assicurare una successione alla figlia; in seguito ritornò definitivamente nella corte di Castel Capuano, a Napoli, dove morì l'11 febbraio 1524. Dopo funerali fastosi, venne sepolta nella sagrestia nuova della basilica di san Domenico Maggiore in Napoli, accanto ai suoi avi aragonesi.

## Aspetto e personalità
Molti storici, specie ottocenteschi, parlarono di una fantomatica bellezza di Isabella, agevolati in ciò dalla scarsità di suoi ritratti certi e dalla indubbia beltà di quelli che, pur essendole tradizionalmente attribuiti, chiaramente non la raffigurano. Tra questi vi fu chi arrivò addirittura ad attribuire all'invidia per la sua bellezza l'accesa ostilità di Beatrice d'Este nei confronti della cugina: "non poteva Beatrice soffrire che si lodasse in sua presenza la bellezza d'Isabella, immaginando rimproverarsele in tal modo la sua bruttezza". In verità, se Beatrice fu sempre descritta dai contemporanei come graziosa, seppure non di eccezionale bellezza, le fonti coeve concordano nel definire Isabella di aspetto sgradevole. 

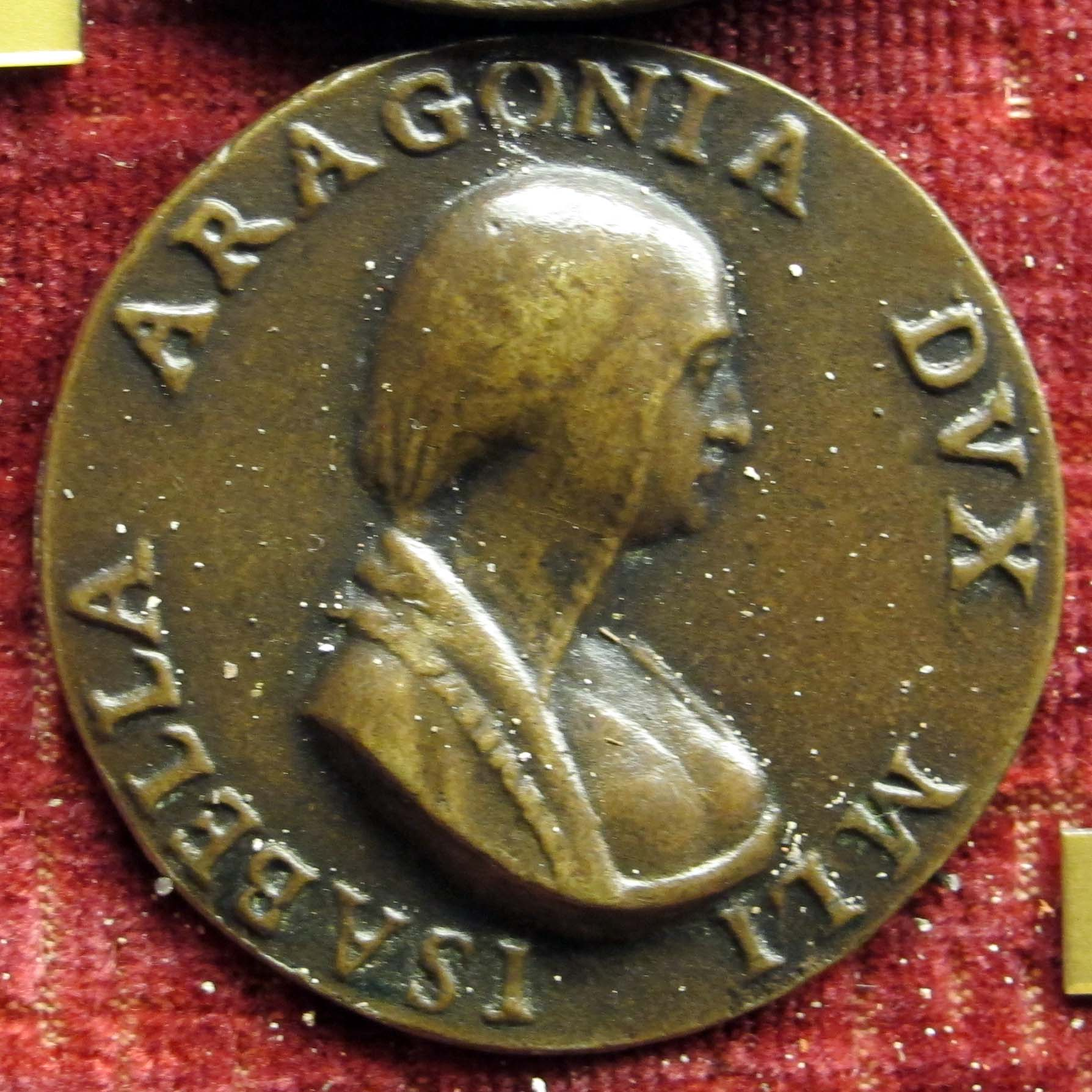
Gian Cristoforo Romano, medaglia di Isabella d'Aragona del 1500 circa

L'ambasciatore Giacomo Trotti, sempre schietto nei suoi giudizi, nel descrivere Isabella in occasione delle sue nozze, rigira il concetto con un cortese eufemismo, scrivendo al duca Ercole d'Este che "la prefata Duchessa novella di volto è negretta e non molto bella", ma subito precisa che, al di là dell'aspetto fisico, è bella interiormente: "l'ha una zentile et bella persona". Viceversa "el Duca [Gian Galeazzo] è bellissimo et bonissimo". Ambrogio da Corte, uno dei cortigiani incaricati di condurla da Napoli a Milano, la descrive addirittura "brutta, negra, guercia, troppo imbellettata, e che le puzza il fiato": probabilmente esagera, ma Isabella aveva in effetti una carnagione scura, un naso grosso e leggermente adunco, le guance gonfie tipiche degli Aragonesi, ed è anche possibile che avesse ereditato un certo grado di strabismo dal padre, dal momento che Alfonso II era chiamato il Guercio.

Lo zio Ludovico, come già detto, la reputava di pessima natura: superba, invidiosa, maligna e ingrata, capace di ogni sorta di male e di crudeltà verso coloro che aveva in odio. Senza dubbio Isabella ereditò dai parenti aragonesi l'indomita fierezza e la combattività, e non temette di ricorrere a mezzi sleali - quali il veleno - per raggiungere i propri scopi, ma i suoi biografi sono concordi nell'attribuirle una certa volontà di giustizia e una certa capacità di buon governo durante gli anni della maturità a Bari, seppure non disgiunte da qualche sopruso nei confronti dei cittadini: alcuni di questi la accusarono di “terribilitate et potentia” perché solita usare “violentie et fraude”.

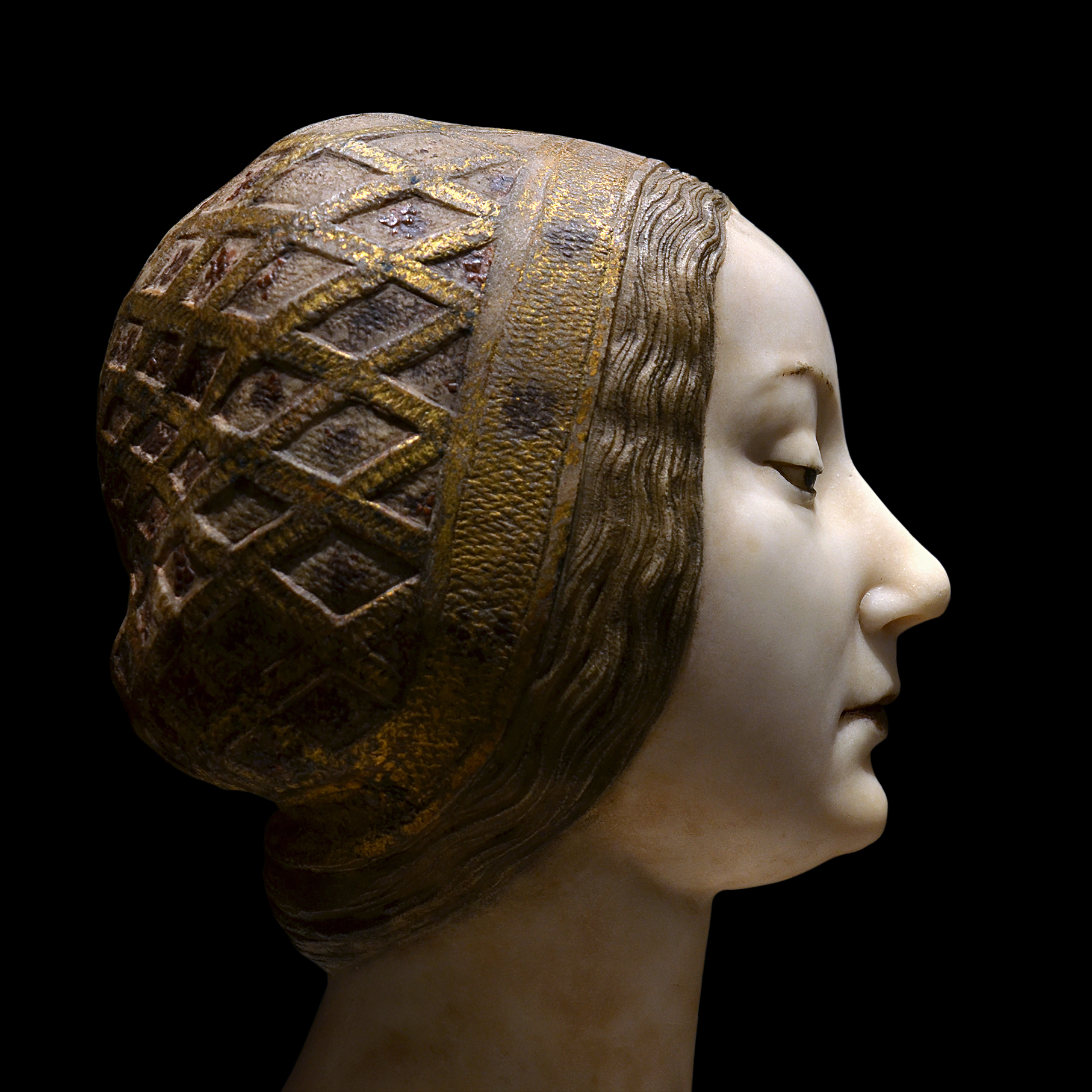
Come le altre donne della famiglia, anche Isabella portava il coazzone, ossia la lunga treccia spagnola ricadente dietro le spalle, perciò non è credibile la tradizionale identificazione col busto femminile di Francesco Laurana, il quale presenta del resto un naso piccolo e dritto, molto diverso da quello presente nei ritratti certi di Isabella.

## Gli amori
Benché già al tempo delle nozze, nel 1492, si fosse parlato di un certo intendimento tra Isabella e un bel giovane milanese, non si hanno notizie di suoi amanti se non durante la sua vedovanza. La vicenda appare del resto poco chiara: un cortigiano, Moroleto (o Morello) Ponzone, raccontò alla duchessa di Ferrara che, ritrovandosi una sera i duchi di Bari e quelli di Milano con la marchesa di Mantova e altri amici a giocare a carte, Isabella si ritrovò seduta di fronte a "uno belo corsiero", per modo tale che "senpre el guardava" e "non haveva mente al zuogo se no a quello corsiero", cosicché Moroleto, mosso a compassione, prese "pocho di presumptione" e "cum honestade e bone parole" lo portò via, tenendolo impegnato in chiacchiere finché il gioco non terminò e tutti se ne andarono a dormire.
Achille Dina, biografo di Isabella, sulla base delle metafore presenti, interpretò la lettera in questione come se Moroleto stesse parlando di un cavallo (corsiero è infatti il termine comunemente usato per cavalli da battaglia) e commentò: "doveva trattarsi d'un destriero di gran pregio di Beatrice", di conseguenza interpretò lo sguardo insistente di Isabella come invidia, come un "cruccio nel vedersi superata da Beatrice anche nelle cavalcature". Tuttavia il termine è usato talvolta metaforicamente per indicare non la bestia, ma chi la cavalca; inoltre Achille Dina omette stranamente proprio la parte conclusiva della lettera, ossia quella da cui si comprende trattarsi di un uomo, e non di un animale, poiché altrimenti non si riuscirebbe a capire per quale ragione Moroleto avesse dovuto trascorrere il resto della serata a conversare con un cavallo.
Ritiratasi a vivere nel regno di Napoli, Isabella ebbe per amante il condottiero Prospero Colonna, al quale "si diede in preda, godendosi e sollazzandosi amorosamente quasi ogni notte". Quindi, "avendo Isabella rotto il freno alle lascivie e, di pudica ch’era prima, divenuta impudicissima", prese per amante anche il giovane Giosuè de Ruggiero, uomo della bassa nobiltà nato nel casale di Marigliano, che era stato amasio dello stesso Prospero Colonna. Quest'ultimo, venuto a conoscenza della tresca e geloso dell'amante, fece ferire gravemente Giosuè in un'imboscata da alcuni propri soldati.
Per questo evento Isabella privò dei propri favori Prospero Colonna e continuò ad intrattenersi con Giosuè. Quest'ultimo, nominato tesoriere e guardarobiere della duchessa, faceva da padrone in casa sua: trasferitosi a vivere con lei insieme ai due figli maschi, governava più che obbediva, disponeva delle ricchezze e dello Stato senza consultare la sua stessa signora.
Quindi, ritiratasi a Bari, ed essendo rimasto Giosuè a Napoli come suo aiutante, Isabella, benché avesse passato i quarant'anni, prese per amante il trentenne Alessandro Pignatelli, signore di Toritto, che con la moglie Laura della Marra aveva già molti figli. Fra questi era primogenito Ettore Pignatelli, che vari anni dopo divenne amante di Bona, figlia della stessa Isabella.
Pare in effetti da alcuni studi sulla sua mummia che Isabella avesse contratto la sifilide.

## Proposte di ritratti

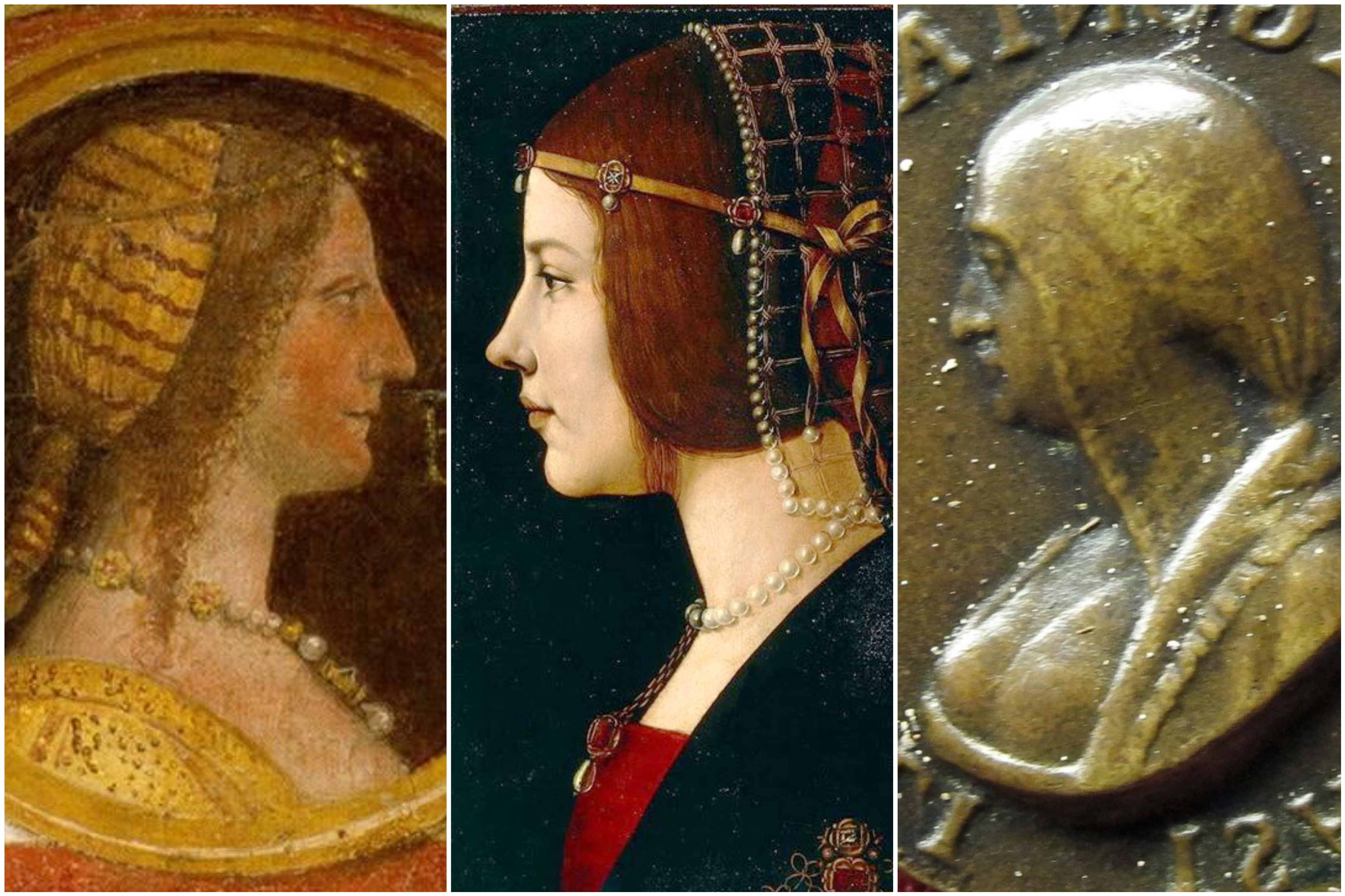
Comparazione del Ritratto di dama dell'Ambrosiana con due ritratti certi di Isabella d'Aragona

Alcuni ricercatori pensano che l'opera Monna Lisa possa essere la Duchessa di Milano Isabella d'Aragona, in opposizione dell'attribuzione a Lisa Gherardini. Leonardo da Vinci nelle sue bozze rappresenta la Monna Lisa con una palma, simbolo del martirio, collegando la sua identità alle donne della famiglia Sforza.
Sulla base di uno studio sui gioielli e sulla pietra rossa nuziale del tutto simili che compaiono sul Ritratto di dama di Ambrogio de Predis (Pinacoteca Ambrosiana) e in due ritratti nuziali delle nobildonne Sforza Ritratto di Beatrice d'Este, 1491 ca., Ambrogio de Predis, Christ Church Picture Gallery, Oxford e "Ritratto di Bianca Maria Sforza", 1493 ca., Ambrogio De Predis, National Gallery of Art, Washington), e alla luce dell'analisi della foggia spagnola dell'abito e della ciocca di capelli passata sotto il mento (analoga a quella della "Dama con l'ermellino" di Leonardo datata intorno al 1490), la ricercatrice Carla Glori ha identificato Isabella d'Aragona nella modella dell'Ambrosiana, nel suo ritratto nuziale intorno all'anno 1490. La tesi non considera però il fatto che nulla potrebbe essere più lontano dai reali lineamenti di Isabella che la dama dell'Ambrosiana: Gulio Carotti anzi ammonisce che "non si può neppur pronunciare il nome di Isabella d'Aragona" dal momento che le fattezze del dipinto - se confrontate a quelle della medaglia raffigurante con certezza Isabella - sono di tutt'altra persona.

## Nella cultura di massa

### Letteratura
Alcune opere letterarie di stampo cortese-cavalleresco furono ispirate a Isabella, tra cui:
- Question de amor, romanzo di un anonimo autore spagnolo.
- Dechado de amor, composto da un non meglio identificato Vasquez per Pedro Luis de Borja Llançol de Romaní, cardinale di Valencia.[37]

Appare anche in:
- La morte di Ludovico Sforza detto il Moro, tragedia di Pietro Ferrari (1791).
- Lodovico Sforza detto il Moro, tragedia di Giovanni Battista Niccolini (1833).
- La duchessa di Milano, romanzo di Michael Ennis (1992), dove è l'amante di Galeazzo Sanseverino, dal quale ha il primogenito Francesco.
- La città scarlatta, romanzo di Hella Haasse (1952), raffigurata durante il suo periodo come duchessa di Bari.
- Ludovico il Moro - Signore di Milano, fumetto del 2010.

### Televisione
- Nella miniserie RAI del 1971 La vita di Leonardo da Vinci è impersonata dall'attrice Marta Fischer.

### Teatro
- Appare nel dramma lirico di Marcelliano Marcello del 1859 Isabella d'Aragona, con musica composta da Carlo Pedrotti.

## Discendenza
Dal matrimonio con Gian Galeazzo Maria Sforza nacquero quattro figli:
- Francesco detto "Il Duchetto" (1491-1512), conte di Pavia. Diverrà abate di Marmoutier a Tours tra il 1505 e il 1512, dove morì accidentalmente per una caduta da cavallo;
- Ippolita (1493-1501), morì a Ischia durante il viaggio verso Bari;[34]
- Bona (1494-1557), sposò il 15 giugno 1518 Sigismondo I di Polonia, diventando regina consorte di Polonia e granduchessa consorte di Lituania. Successe a Isabella come duchessa di Bari.
- Bianca (Milano, 1º marzo 1495 – Milano, 27 gennaio 1497).

## Ascendenza
|                         |                        |                           | Genitori                      |  |  | Nonni |  |  | Bisnonni            |  |  | Trisnonni               |  |
|                         |                        |                           |                               |  |  |       |  |  | Alfonso V d'Aragona |  |  | Ferdinando I di Aragona |  |
|                         |                        |                           |                               |  |  |       |  |  | Alfonso V d'Aragona |  |  | Ferdinando I di Aragona |  |
|                         |                        | Eleonora d'Alburquerque   |                               |  |  |       |  |  | Alfonso V d'Aragona |  |  |                         |  |
| Ferrante d'Aragona      |                        |                           |                               |  |  |       |  |  | Alfonso V d'Aragona |  |  |                         |  |
|                         |                        | Gueraldona Carlino        | Enrico Carlino                |  |  |       |  |  |                     |  |  |                         |  |
|                         |                        | Gueraldona Carlino        | Enrico Carlino                |  |  |       |  |  |                     |  |  |                         |  |
|                         |                        | Gueraldona Carlino        | Isabella Carlino              |  |  |       |  |  |                     |  |  |                         |  |
| Alfonso II d'Aragona    |                        | Gueraldona Carlino        |                               |  |  |       |  |  |                     |  |  |                         |  |
|                         |                        | Tristano di Chiaromonte   | Deodato II di Clermont-Lodève |  |  |       |  |  |                     |  |  |                         |  |
|                         |                        | Tristano di Chiaromonte   | Deodato II di Clermont-Lodève |  |  |       |  |  |                     |  |  |                         |  |
|                         |                        | Tristano di Chiaromonte   | Isabella di Roquefeuil        |  |  |       |  |  |                     |  |  |                         |  |
| Isabella di Chiaromonte |                        | Tristano di Chiaromonte   |                               |  |  |       |  |  |                     |  |  |                         |  |
|                         |                        | Caterina Orsini del Balzo | Raimondo Orsini del Balzo     |  |  |       |  |  |                     |  |  |                         |  |
|                         |                        | Caterina Orsini del Balzo | Raimondo Orsini del Balzo     |  |  |       |  |  |                     |  |  |                         |  |
|                         |                        | Caterina Orsini del Balzo | Maria d'Enghien               |  |  |       |  |  |                     |  |  |                         |  |
| Isabella d'Aragona      |                        | Caterina Orsini del Balzo |                               |  |  |       |  |  |                     |  |  |                         |  |
|                         | Muzio Attendolo Sforza | Giovanni Attendolo        |                               |  |  |       |  |  |                     |  |  |                         |  |
|                         | Muzio Attendolo Sforza | Giovanni Attendolo        |                               |  |  |       |  |  |                     |  |  |                         |  |
|                         | Muzio Attendolo Sforza | Elisa Petraccini          |                               |  |  |       |  |  |                     |  |  |                         |  |
| Francesco Sforza        | Muzio Attendolo Sforza |                           |                               |  |  |       |  |  |                     |  |  |                         |  |
|                         |                        | Lucia Terzani             | ?                             |  |  |       |  |  |                     |  |  |                         |  |
|                         |                        | Lucia Terzani             | ?                             |  |  |       |  |  |                     |  |  |                         |  |
|                         |                        | Lucia Terzani             | ?                             |  |  |       |  |  |                     |  |  |                         |  |
| Ippolita Maria Sforza   |                        | Lucia Terzani             |                               |  |  |       |  |  |                     |  |  |                         |  |
|                         |                        | Filippo Maria Visconti    | Gian Galeazzo Visconti        |  |  |       |  |  |                     |  |  |                         |  |
|                         |                        | Filippo Maria Visconti    | Gian Galeazzo Visconti        |  |  |       |  |  |                     |  |  |                         |  |
|                         |                        | Filippo Maria Visconti    | Caterina Visconti             |  |  |       |  |  |                     |  |  |                         |  |
| Bianca Maria Visconti   |                        | Filippo Maria Visconti    |                               |  |  |       |  |  |                     |  |  |                         |  |
|                         |                        | Agnese del Maino          | Ambrogio del Maino            |  |  |       |  |  |                     |  |  |                         |  |
|                         |                        | Agnese del Maino          | Ambrogio del Maino            |  |  |       |  |  |                     |  |  |                         |  |
|                         |                        | Agnese del Maino          | ?...Negri                     |  |  |       |  |  |                     |  |  |                         |  |
|                         |                        | Agnese del Maino          |                               |  |  |       |  |  |                     |  |  |                         |  |